# Теорія залежності
Теорія залежності — загальна назва для сукупності соціологічних теорій, які стверджують, що ресурси перетікають від периферії бідних й слабко розвинутих країн до центрів багатих країн, за рахунок цього руху ресурсів багаті країни збагачуються далі. Основною тезою теорії залежності є те, що причина збагачення багатих країн і зубожіння бідних лежить у тому, як саме бідні країни інтегровані у світову систему. 
Теорія виникла як реакція на теорію модернізації, яка стверджувала, що будь-яке суспільство проходить у своєму розвитку однакові стадії, а тому сучасні слабко розвинуті країни перебувають в умовах, характерних для сучасних розвинутих країн у минулому. Теорія залежності відкидає такий погляд, стверджуючи, що слабо розвинуті країни не просто примітивні версії країн розвинутих, але мають свої унікальні риси й властиві їм структури, й що вони опинилися в ситуації слабшого партнера світової ринкової економіки.

## Виноски
1. ↑  Newschool, "Economic Development" [Архівовано 14 липня 2009 у Wayback Machine.], retrieved July 2009.